# Raphael de Courten
Il conte Joseph-Eugène-Antoine-Raphaël de Courten, noto in Italia come Raffaele Giuseppe De Courten (Sierre, 2 gennaio 1809 – Firenze, 24 dicembre 1904) è stato un militare svizzero dell'Esercito Pontificio.

## Biografia

### Origini
Terzogenito di Pancrace de Courten e Maria Franziska de Courten, Raphael apparteneva ad una nobile famiglia svizzera, originaria del canton Vallese e fedele al papato.

### Giovinezza
Eccellente allievo dei gesuiti nei collegi di Briga e di Sion, Raphael a 16 anni intende entrare nell'ordine di sant'Ignazio di Loyola. A 18 anni, però, cambia idea ed entra nell'esercito federale.

### Carriera militare
Conseguì il grado di sottotenente nell'anno 1829. Nel 1832 passò col grado di tenente del 1º reggimento estero all'esercito pontificio.
Fu promosso capitano il 26 settembre 1848, dopo essersi distinto nella campagna del Veneto, in particolar modo nella battaglia di Vicenza.
Seguirono le promozioni a maggiore (1º gennaio 1852), a tenente colonnello (1º febbraio 1854), a colonnello (21 giugno 1855) e a generale di brigata (7 agosto 1860). Combatté nella campagna delle Marche e dell'Umbria (1860) e nella campagna dell'Agro Romano (1867), contribuendo, il 3 novembre, alla vittoria pontificia nella battaglia di Mentana. Dopo la Breccia di Porta Pia, si imbarcò nella fregata Orenoque alla volta di Tolone. In seguito tornò in Italia, risiedendo a Firenze, dove si spense.

### Morte
Quando morì, il cardinale Rafael Merry del Val, a nome di papa Pio X inviò un telegramma che diceva: "Il Santo Padre pregherà in modo particolare per l'anima del defunto il cui glorioso nome passerà come quello di un valoroso difensore della Santa Sede e un modello di virtù cristiane".

## Onorificenze

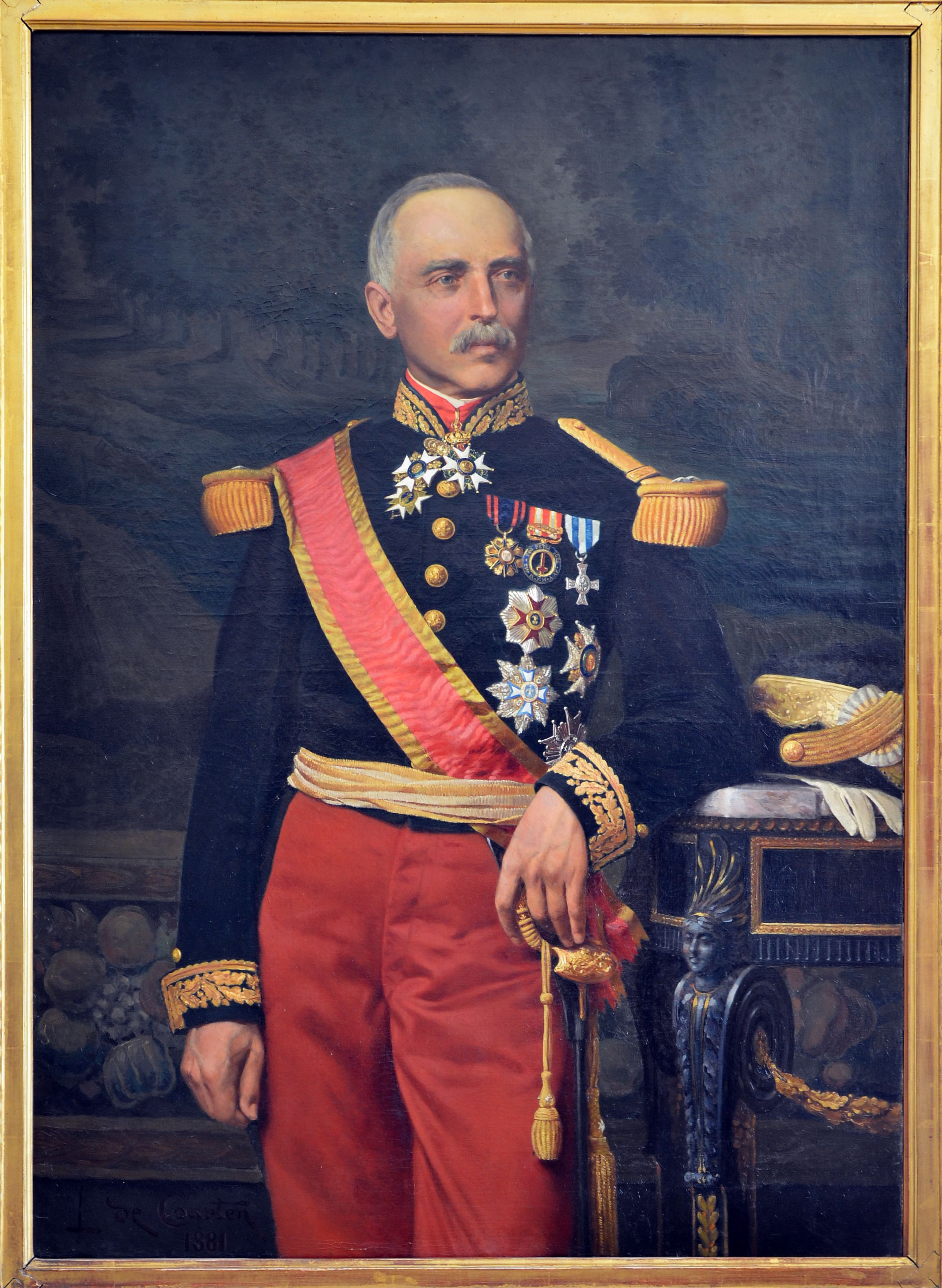
Raphaël de Courten